# Mateiu Ion Caragiale
Mateiu Ion Caragiale [mateju jon karadžale] (25. března 1885, Bukurešť – 17. ledna 1936, tamtéž) byl rumunský prozaik a básník, nemanželský syn Iona Luci Caragiala.

## Život
Od 1903 studoval práva na Bukurešťské univerzitě a v Berlíně (kde žil jeho otec), avšak studium nedokončil. 1912 až 1914 působil jako ředitel sekretariátu na ministerstvu veřejných prací, 1919-1921 jako vedoucí odboru zahraničního tisku na ministerstvu vnitra, posléze se věnoval jen literatuře a ke konci života heraldice.

## Dílo
V mládí časopisecky publikoval parnasistní verše evokující středověk a jeho fiktivní hrdiny (Orlice, rumunsky „Pajere“, knižní vydání posmrtně 1936). V próze je nejvýraznějším představitelem rumunské literární dekadence, jejímž manifestem se stala novela Remember (1924), odehrávající se v kosmopolitním prostředí Berlína, s hlavní postavou extravagantního dandyho trpícího hlubokým vnitřním neklidem. Jeho vrcholné románové dílo Králové ze Starého dvora (rumunsky „Craii de Curtea Veche“, 1929) spojuje kultivované estétství se zálibou v bizarnosti, balkánském koloritu a v argotickém slovníku. Vyjadřuje nostalgický obdiv k někdejší rumunské aristokracii, současně však realisticky a s jistými groteskními prvky vykresluje atmosféru Bukurešti na počátku 20. století. Druhý román zamýšlené trilogie z balkánského prostředí Pod pečetí tajemství (rumunsky „Sub pecetea tainei“, publikován časopisecky 1930–1933), zůstal nedokončen.

## Bibliografie

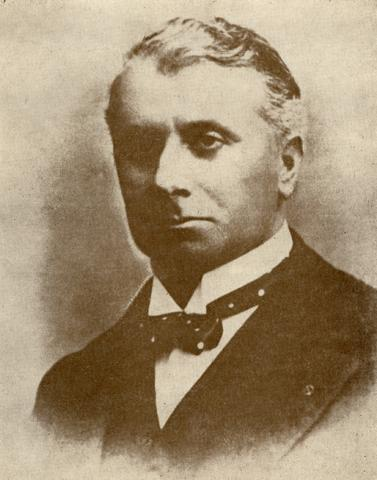
Mateiu Ion Caragiale